# King Dedede
King Dedede (デデデ大王?, Dedede Daiō), è un pinguino conosciuto anche coi nomi di Re DeDeDe e King DeDeDe, e in Giappone solamente DeDeDe, è un personaggio immaginario della famosa serie di Kirby. Appare per la prima volta nel videogioco del 1992 Kirby's Dream Land come principale antagonista ed è presente in tutti gli altri giochi della serie ad eccezione di Kirby e il labirinto degli specchi (2004) e Kirby e il pennello arcobaleno (2015).
apparso come personaggio giocabile in Kirby's Adventure Wii, Kirby’s return to dreamland Deluxe e Kirby Star Allies.
È anche apparso in diversi fumetti di Kirby, nella serie animata del 2001 e nella serie di videogiochi Super Smash Bros. a partire da Super Smash Bros. Brawl.
Avendo debuttato nel primo titolo della serie, Kirby's Dream Land, King Dedede è probabilmente il personaggio più riconoscibile della serie Kirby dopo il protagonista stesso. Viene spesso interpretato come nemesi di Kirby, il che lo rende paragonabile a Bowser del franchise di Mario, sebbene King Dedede non sia malvagio. Agisce sia da rivale che da alleato e amico di Kirby. Sebbene infatti combatta spesso contro Kirby e sembri ricoprire il ruolo del cattivo, è guidato più dall'avidità e dall'egoismo che dalla malvagità: collabora volentieri con Kirby per combattere minacce più grandi (come in Kirby 64: The Crystal Shards) ed è spesso amichevole e rilassato (come nei minigiochi in cui è un personaggio giocabile). Inoltre, in molte occasioni è controllato contro la sua volontà (come in Kirby's Dream Land 2 e 3) oppure nasconde le proprie nobili motivazioni, come rompere lo Scettro di Stella per proteggere gli abitanti di Dream Land. Negli ultimi giochi, è possibile vedere come sia cambiato come personaggio: da antagonista egoista diventa uno dei principali eroi del proprio pianeta, difendendo ogni suo suddito, infatti in Kirby e la terra perduta rischia la propria vita per salvare un Waddle Dee.

## Caratteristiche
King Dedede è un pinguino blu e rotondo che indossa un cappotto rosso e regale con finiture in pelliccia bianca e il suo emblema, ovvero una versione stilizzata della sua mano che fa il segno della V, impresso sul retro. Indossa anche guanti a muffola gialli, un berretto rosso con un pom-pom di pelliccia bianco e un bordo dorato a forma di corona, una fascia a zigzag rossa e gialla e una maglietta senza maniche color cuoio. La sua arma caratteristica è un gigantesco maglio di legno, che in alcuni giochi è dotato di caratteristiche speciali incorporate, come un potente motore a reazione, cuscinetti di precisione e, in Kirby: Triple Deluxe, un cannone laser ricaricabile usato per sparare a bersagli da lontano.
Come Kirby, King Dedede è in grado di inghiottire oggetti e sputarli fuori con veemenza, e può respirare enormi quantità di aria per librarsi in volo.  A differenza di Kirby, però, non è in grado di copiare l'abilità dai nemici inghiottiti. Il ruolo di King Dedede varia a seconda del gioco, risultando a volte un nemico e altre un valido alleato.

## Anime
Nell'anime King Dedede, è il sovrano di Zee Town, una piccola cittadina situata in Dream Land, ed ha un compagno, che usa a mo' di servo, chiamato Escargoon, una chiocciola. Il re è un cliente della Nightmare Enterprises, un'agenzia malvagia che produce mostri, comandata da Enemee, la creatura più potente dell'universo, e usa questi ultimi per portare scompiglio a Zee Town nel tentativo di battere Kirby.

## Videogioco
King Dedede viene introdotto nella serie come il principale antagonista del gioco Kirby's Dream Land,  in cui ruba le scorte di cibo di Dream Land, spingendo Kirby a recarsi al suo castello e affrontarlo. In Kirby's Adventure  e il suo remake Kirby: Incubo nella Terra dei Sogni, King Dedede rompe lo Scettro di Stella, la fonte di tutti i sogni, in più pezzi, impedendo agli abitanti di Dream Land di avere sogni, sebbene successivamente si apprenda che ciò era stato fatto per proteggere i sudditi dall'influenza del mago Incubo. In Kirby's Dream Land 2 , King Dedede viene affrontato mentre è posseduto da un'entità nota come Dark Matter, il vero boss finale del gioco. In Kirby's Fun Pak, Dedede riprende il suo ruolo da Kirby's Dream Land nel gioco "Spring Breeze", appare nei minigiochi "Gourmet Race" e "Samurai Kirby" e viene combattuto al fianco del resto dei boss del gioco nell'Arena. Dedede è nuovamente posseduto da Dark Matter in Kirby's Dream Land 3.
King Dedede è uno dei protagonisti in Kirby 64: The Crystal Shards, e aiuta Kirby in alcune aree dopo che Kirby lo salva dalla possessione da parte di Dark Matter. Inoltre, King Dedede è uno dei personaggi giocabili nei tre minigame del gioco. In Kirby Tilt 'n' Tumble, Dedede ruba tutte le stelle dal cielo per sé e Kirby deve sconfiggerlo per rientrarne in possesso. Dopo la sua assenza in Kirby e il labirinto degli specchi, King Dedede appare come il primo boss in Kirby: Topi all'attacco.  In Kirby Super Star Ultra, King Dedede ha una sua propria modalità di gioco intitolata "Vendetta Reale", una versione difficile della modalità "Brezza Leggera" nella quale, deciso a vendicarsi di Kirby una volta per tutte, ruba nuovamente le stelle luccicanti, rafforza il suo esercito e si arma di una maschera con tanto di nuovo martello, diventando così Dedede Mascherato, ma nonostante ciò Kirby riesce comunque a sconfiggerlo; a partire dai giochi seguenti, salvo occasioni straordinarie, King Dedede diventa un alleato di Kirby a tutti gli effetti..
King Dedede appare in Kirby's Adventure Wii come uno dei quattro protagonisti giocabili, insieme a Kirby, Meta Knight e Bandana Waddle Dee,  e come personaggio giocabile nella modalità multigiocatore. In Kirby: Triple Deluxe, King Dedede viene catturato da Taranza e Kirby lo insegue per salvarlo fino alla fine del gioco, nella quale Taranza usa i suoi poteri per trasformarlo in un Dedede mascherato controllato da un burattino. Triple Deluxe dispone anche di una modalità platform in cui è possibile utilizzare Dedede.  Quando la modalità Storia è completata, la modalità "Dededetour" viene sbloccata, consentendo ai giocatori di giocare come King Dedede. Dedede's Drum Dash Deluxe, una versione autonoma migliorata di "Dedede's Drum Dash" rilasciata sul Nintendo eShop, segna il debutto di King Dedede come protagonista del suo stesso gioco.  Appare nelle scene di inizio e fine di Kirby: Planet Robobot. Dedede ritorna sia come boss che come personaggio giocabile in Kirby Star Allies.
Riappare anche in Kirby e la Terra Perduta ed è, come sempre, ostile nei confronti di Kirby, anche se in realtà era stato manipolato
King Dedede appare anche in diversi giochi spin-off della serie. È presente come boss finale in Kirby's Pinball Land. In Kirby's Ghost Trap, Dedede appare come ultimo avversario. È l'unico boss di Kirby's Dream Course, insieme a una versione robotica di se stesso. In Kirby's Block Ball, è un boss finale nascosto. Compare nel minigioco "Round Clear" di Kirby's Star Stacker. Inoltre, in una versione del gioco rilasciata solo in Giappone nel 1998, King Dedede compariva come boss finale in una breve modalità storia. È un personaggio sbloccabile in Kirby Air Ride e Kirby: L'oscuro disegno e un boss in Kirby e la stoffa dell'eroe e Kirby Mass Attack.  Sebbene sia assente dalla storia principale, King Dedede appare in Kirby e il pennello arcobaleno come una statuetta da collezione. Il gioco è anche compatibile con l'amiibo di King Dedede, che Kirby può utilizzare per un temporaneo aumento dei punti vita. In Kirby: Planet Robobot, sebbene non sia presente alcuna storia, appare come boss finale.

## Altre apparizioni
King Dedede è presente in ogni adattamento manga di Kirby; il primo è stato scritto da Yoshiko Sakuma e pubblicato da Shogakukan originariamente nel 1992,  e il più recente è un manga del 2012 realizzato da Yuki Kawakami ed edito da Shogakukan, Hoshi no Kirby: Pack to Daibaku Show. È apparso anche nella serie di videogiochi Super Smash Bros.. Sebbene inizialmente previsto sia per il primo titolo della serie che nel suo sequel, non è apparso come personaggio giocabile fino a Super Smash Bros. Brawl (2008). È presente inoltre come personaggio giocabile in Super Smash Bros. for Nintendo 3DS e Wii U  e di nuovo in Super Smash Bros. Ultimate. A differenza della maggior parte dei combattenti pesanti della serie, i suoi salti gli permettono una grande distanza verticale in aria.

## Accoglienza
Dalla sua prima apparizione in Kirby's Dream Land, King Dedede ha ricevuto un'accoglienza generalmente positiva. GamesRadar lo ha incluso nella lista dei 9 cattivi di videogiochi che non sono affatto cattivi, osservando che in Kirby: Incubo nella Terra dei Sogni le sue malefatte erano in realtà a fin di bene.  Sebbene Dedede sia stato storicamente la principale nemesi del palloncino rosa, Complex ha dichiarato che la sua popolarità è stata in seguito superata da Meta Knight.
Nel 2007, IGN ha ipotizzato che King Dedede sarebbe potuto apparire in un successivo gioco di Super Smash Bros., poiché "è il classico cattivo ricorrente del franchise di Kirby", e il suo creatore, Masahiro Sakurai, era anche il direttore del gioco, predizione che si sarebbe poi avverata l'anno successivo. UGO Networks ha osservato che è "figo" perché "è un pinguino malvagio che brandisce un martello e indossa guanti". Ha inoltre inserito la lotta contro King Dedede in Kirby's Dream Land come la settima battaglia più difficile nei videogiochi.